# Etrit Berisha
Etrit Berisha (* 10. března 1989 Priština) je albánský profesionální fotbalový brankář, který chytá za italský klub Empoli FC a za albánský národní tým.
Působil v Kosovu, Švédsku a Itálii.

## Reprezentační kariéra
V národním A-mužstvu Albánie debutoval v přátelském utkání 27. 5. 2012 v tureckém Istanbulu proti Íránu (výhra 1:0).
Italský trenér albánského národního týmu Gianni De Biasi jej vzal na EURO 2016 ve Francii. Na evropský šampionát se Albánie kvalifikovala poprvé v historii.